# Оккини, Илария
Ила́рия Окки́ни (итал. Ilaria Occhini; 28 марта 1934, Флоренция — 20 июля 2019, Рим) — итальянская актриса театра и кино.

## Биография
Дочь писателя Барны Оккини и внучка по материнской линии поэта Джованни Папини. 
Начала свою карьеру в кино в 1954 году в возрасте 19 лет под псевдонимом Изабелла Реди. Вскоре после того она поступила Национальную академию драматического искусства в Риме, которую окончила в 1957 году. В том же году Оккини вернулась в кино с ролями в фильмах «Врач и знахарь» и «Зигфрид». 
Помимо ролей на большом экране в конце 1950-х годов актриса начала появляться на театральной сцене и на телевидении. В театре она неоднократно появлялась в постановках Лукино Висконти, снискав за годы своей театральной карьеры похвалу многих критиков.
В 1992 году Оккини была удостоена кинопремии «Серебряная лента» за лучшую женскую роль второго плана в комедийной драме «Добро пожаловать в дом Гори». 
В 2008 году актриса победила в номинации лучшая актриса на Кинофестивале в Локарно за роль в драме «Чёрное море». 
В 2010 году она стала лауреатом премии «Давид ди Донателло» в номинации лучшая актриса второго плана в комедии Ферзана Озпетека «Холостые выстрелы», и в том же году ей была присуждена почётная премия «Серебряная лента» за её многолетнюю плодотворную карьеру.
Скончалась в Риме 20 июля 2019 года в возрасте 85 лет.

## Семья
С 1966 года Илария Оккини состояла в браке со сценаристом Раффаэле Ла Каприа, от которого родила дочь Александру. Вместе с ним актриса восстановила семейные виноградники вблизи города Ареццо и с 2001 года занималась выпуском вина собственной марки. 

## Награды
- 1992 ─ премия «Серебряная лента» — «Лучшая актриса второго плана» («Добро пожаловать в дом Гори»)
- 2008 ─ Кинофестиваль в Локарно — «Лучшая актриса» («Чёрное море»)
- 2010 ─ премия «Давид ди Донателло» — «Лучшая актриса второго плана» («Холостые выстрелы»)
- 2011 ─ Кинофестиваль в Бари — «Приз Алиды Валли» («Холостые выстрелы»)